# Eusebio Blanco
Pour les articles homonymes, voir Blanco.
Eusebio Blanco Añaños, né le 17 septembre 1896 et mort le 22 avril 1982 à Lérida (Catalogne, Espagne), est un footballeur espagnol des années 1910 et 1920 qui jouait au poste de milieu de terrain.

## Biographie
Il commence à jouer dans le club barcelonais de FC España en 1916. Dès 1917 il rejoint le FC Barcelone où il reste jusqu'en 1921.
En 1921, il retourne au FC España où il joue jusqu'en 1923. Il joue ensuite avec le FC Martinenc deux autres saisons. En 1925, il est recruté par le FC Lérida. Il est le premier joueur professionnel qui joue dans cette ville.
Après sa carrière de footballeur, il devient dirigeant (vice-président de la délégation de Lérida à la Fédération catalane d'athlétisme et membre de la commission de gestion de l'UE Lleida en 1962).
En 1927, il ouvre la bijouterie Blanco qui devient la plus importante de la région.

## Palmarès
Avec le FC Barcelone :
- Vainqueur de la Coupe d'Espagne en 1920
- Champion de Catalogne en 1919, 1920 et 1921

## Sources
- Closa i Garcia, Antoni, 1957-, Gran diccionari de jugadors del Barça : jugadors oficials i no oficials de tots els temps : de la A a la Z (ISBN 9788416166626, OCLC 958206172, lire en ligne)